# 시흥 무지내동 태봉
무지내동 태봉은 대한민국 경기도 시흥시 무지내동에 있다. 1990년 5월 4일 시흥시의 향토유적 제6호로 지정되었다.

## 개요
조선시대 사대부의 태반을 묻은 태실로 추정된다.